# Szmaragdowiec żółtooki
Szmaragdowiec żółtooki (Anthornis melanocephala) – gatunek średniej wielkości ptaka z rodziny miodojadów (Meliphagidae). Występował na Wyspach Chatham. Wymarły; ostatni raz odnotowany w 1906.

## Taksonomia
Po raz pierwszy gatunek opisał George Robert Gray w 1843, nadając mu nazwę Anthornis melanocephala. Nazwa ta jest obecnie (2021) uznawana przez Międzynarodowy Komitet Ornitologiczny. Niektórzy autorzy uznawali szmaragdowca żółtookiego za podgatunek szmaragdowca zwyczajnego (Anthornis melanura). Odkrywcą gatunku był niemiecki przyrodnik Ernst Dieffenbach, który w 1839 odwiedził Wyspy Chatham. Mieszkańcy wyspy Chatham nazywali te ptaki mako mako.

## Morfologia
Długość ciała wynosi około 23 cm. Wymiary holotypu, przybliżone, oryginalne podane w calach: długość górnej krawędzi dzioba 23 mm, długość skrzydła 107 mm, długość ogona 117 mm, długość skoku 38 mm. Większość upierzenia miała barwę oliwkowozieloną, jaśniejszą po bokach ciała i na brzuchu. Ciemię i czoło stalowoniebieskie, gardło i boki głowy fioletowawe. Skrzydła i sterówki czarnobrązowe, ze stalowoniebieskimi krawędziami. Tęczówka złocistożółta.

## Zasięg występowania
Szmaragdowce żółtookie występowały na wyspach: Chatham, Pitt, Mangere Island i Little Mangere Island.

## Ekologia i zachowanie

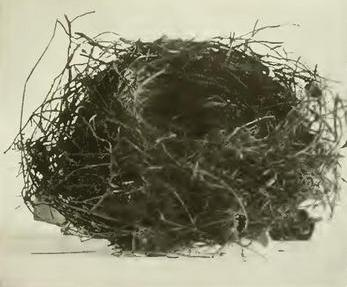
Fotografia gniazda szmaragdowca żółtookiego z książki z 1909 roku

Środowiskiem życia szmaragdowców żółtookich były gęste lasy. Lęgi odnotowano w sierpniu, wrześniu i październiku. Gniazdo szmaragdowców żółtookich umieszczane było w drzewie, krzewie lub paproci drzewiastej, na wysokości około 3,5 m na ziemią. Jedyne zachowane gniazdo składa się z drobnych patyczków, traw i korzeni, a wyściełane jest trawą. Zniesienie liczyło 3 jaja o różowej skorupce pokrytej na szerszym końcu czerwonobrązowymi plamkami.

## Status
IUCN uznaje szmaragdowca żółtookiego za gatunek wymarły (EX, Extinct). W 1871, kiedy Travers odwiedził wyspy Chatham, szmaragdowce żółtookie były nadal pospolite. Po raz ostatni zostały odnotowane w 1906 na Little Mangere Island. Podczas ekspedycji w 1938 nie odnaleziono już tych miodojadów.